# Bures-sur-Yvette

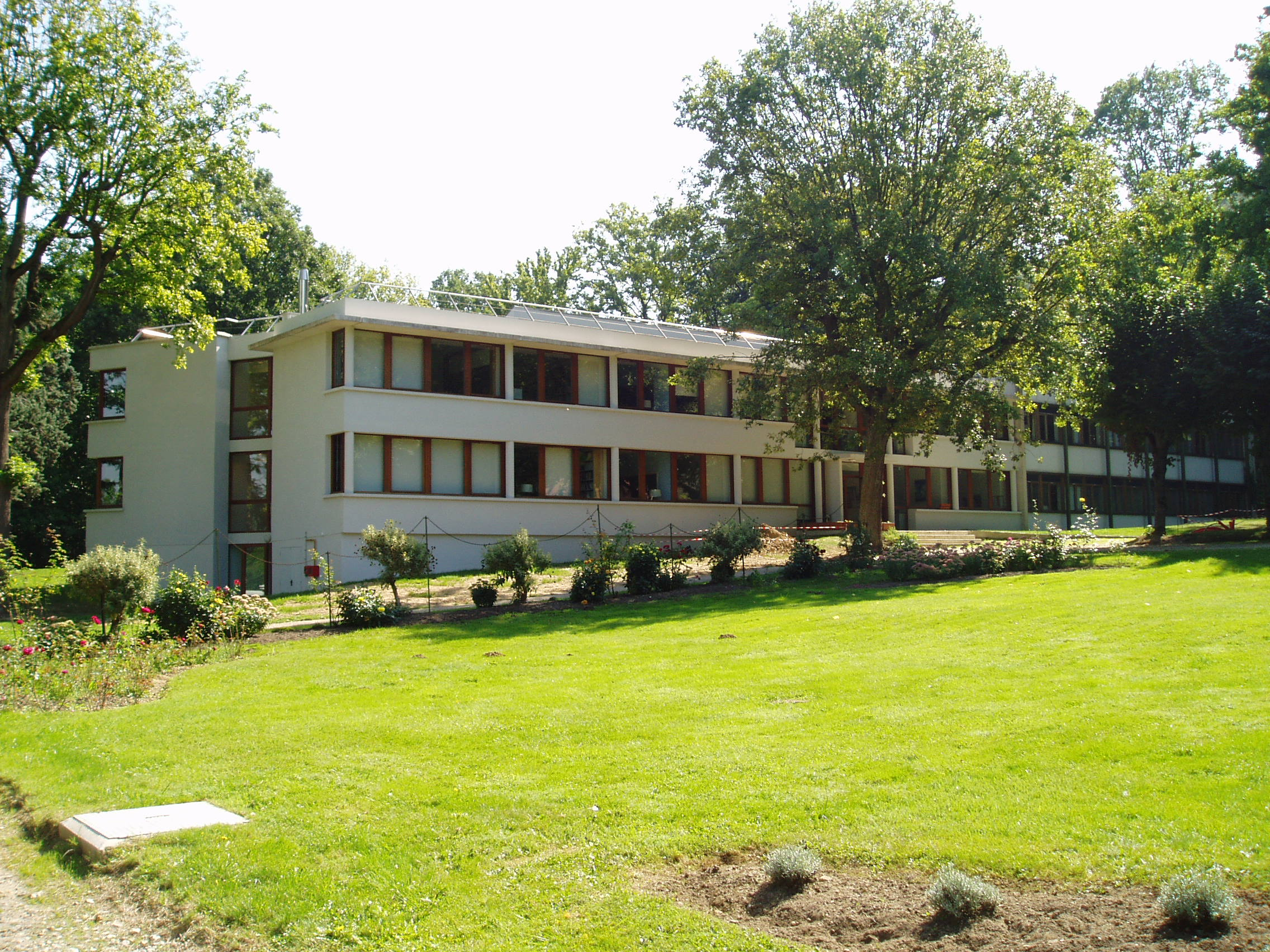
Institut des Hautes Études Scientifiques – clădirea principală

Bures-sur-Yvette este o comună în Franța, în departamentul Essonne, regiunea Île-de-France.
Aici își are sediul Institut des Hautes Études Scientifiques, institut de cercetări avansate în domeniul matematicii și fizicii teoretice.